# Taxithelium leptosigmatum
Taxithelium leptosigmatum är en bladmossart som beskrevs av Paris in Renauld och Jules Cardot 1901. Taxithelium leptosigmatum ingår i släktet Taxithelium och familjen Sematophyllaceae. Inga underarter finns listade i Catalogue of Life.